# Allan Pettersson
Gustaf Allan Pettersson (ur. 19 września 1911 w Västra Ryd, zm. 20 czerwca 1980 w Sztokholmie) – szwedzki kompozytor.

## Życiorys
Pochodził z ubogiej rodziny, jego ojciec był kowalem. W młodości zarabiał, grając na skrzypcach w niemym kinie i na pogrzebach. Grał też na organach kościelnych. W latach 1930–1938 studiował w konserwatorium w Sztokholmie u Juliusa Ruthströma (skrzypce i altówka) oraz Melchera Melchersa (teoria). W 1939 roku otrzymał stypendium, dzięki któremu rozpoczął studia u Maurice’a Vieux w Paryżu, musiał je jednak przerwać ze względu na wybuch II wojny światowej. Od 1939 do 1950 roku był pierwszym altowiolistą filharmonii sztokholmskiej. Uczył się prywatnie harmonii i kontrapunktu u Otto Olssona i Karla-Birgera Blomdahla. W latach 1951–1953 ponownie przebywał w Paryżu, gdzie był uczniem Arthura Honeggera i Renégo Leibowitza. Chorował na artretyzm, w 1964 roku z powodu złego stanu zdrowia zaprzestał występów jako instrumentalista, później wiele czasu spędzał w szpitalach. Jako kompozytor pozostawał długo nieznany, przełomem w jego karierze stało się dopiero wykonanie VII Symfonii pod batutą Antala Dorátiego z orkiestrą filharmonii sztokholmskiej w 1968 roku. Poza granicami Szwecji stał się popularny dopiero po śmierci.

## Twórczość
Główną część jego twórczości stanowiły dzieła symfoniczne o dosyć osobliwej budowie – w większości były to monumentalne formy jednoczęściowe. Stanowią one oryginalne, odrębne stylistycznie zjawisko na tle muzyki XX wieku. Mocno schromatyzowane, atonalne fragmenty kontrastowane są w nich ze spokojniejszymi, ściśle diatonicznymi.

## Ważniejsze kompozycje
(na podstawie materiałów źródłowych)

### Utwory orkiestrowe
- 17 symfonii (I 1950–1951 niedokończona, II 1952–1953, III 1954–1955, IV 1958–1959, V 1960–1962, VI 1963–1966, VII 1966–1967, VIII 1968–1969, IX 1970, X 1971–1972, XI 1971–1973, XII „De döda på torget” na chór i orkiestrę do słów Pablo Nerudy 1973–1974, XIII 1976, XIV 1978, XV 1978, XVI na saksofon, altówkę i orkiestrę 1979, XVII 1980 niedokończona)
- Symphonic Movement (Poem) (1973)
- II Koncert skrzypcowy (1977–1978)
- Koncert na altówkę (1979)
- 3 koncerty na orkiestrę smyczkową (I 1949–1950, II 1956, III 1956–1957)

### Utwory kameralne
- 4 improwizacje na trio smyczkowe (1936)
- Fuga in E na obój, klarnet i fagot (1948)
- I Koncert skrzypcowy na skrzypce i kwartet smyczkowy (1949)
- 7 sonat na 2 skrzypiec (1951–1952)
- 2 elegie na skrzypce i fortepian (1934)
- Andante espressivo na skrzypce i fortepian (1938)
- Romanza na skrzypce i fortepian (1938)
- Utwory fantastyczne na altówkę solo (1936)
- Lamento na fortepian (1945)

### Utwory wokalno-instrumentalne
- 6 pieśni na głos i fortepian, słowa Gunnar Björling i in. (1935)
- 24 Barfotasånger na głos i fortepian, słowa kompozytora (1943–1945)
- kantata Vox humana na 4 głosy solowe, chór i orkiestrę, słowa Pablo Neruda i in. (1974)